# Roton Music
Roton Music ist ein unabhängiges rumänisches Musiklabel, das 1994 gegründet wurde.

## Struktur
Im Jahr 2011 schloss Roton Music einen Lizenzvertrag mit der Warner Music Group für einige ihrer populärsten Künstler und deren Katalog ab. Im Oktober 2015 haben Warner Music und Roton ihre Vertriebsvereinbarung bis 2020 auf Lateinamerika ausgedehnt.
Das Plattenlabel besteht aus vier Unterlabels:
- Roton Music
- INAMEIT
- Clopoțelul Magic / Magic Bell
- Tezaur

Die Partner von Roton Music sind:
- HaHaHa Production
- Uninvited Artists
- Seek Music

## Hauptkünstler
- Akcent
- Fly Project
- Manuel Riva
- Misha Miller
- Otilia
- Serena
- Sasha Lopez

## Ehemalige Künstler
- Alexandra Stan
- Amna
- Anda Adam
- Andeeno Damassy
- Antonia Iacobescu
- Andreea Bălan
- Criss Blaziny
- Connect-R
- Corina
- Dan Bălan
- Emil Lassaria
- Inna
- Mihail
- Radio Killer
- Simplu
- Smiley